# Villa San Faustino
Villa San Faustino (nota anche come San Faustino) è una frazione del comune di Massa Martana (PG).
Il paese si trova a 293 m s.l.m. ed è abitato da 106 residenti, secondo i dati Istat del 2001.

## Storia
Nelle vicinanze dell'attuale centro abitato, già in epoca romana vi erano degli insediamenti: la località era infatti attraversata dalla antica via Flaminia Vetus. Vi si trovano, ad esempio, i resti di una villa appartenuta all'ufficiale romano Iulius Marcianus, amministratore della colonia di Todi, assai benvoluto dalla popolazione locale (così riportano alcune scritte coeve). Così come è importante citare la presenza dell'unica catacomba cristiana dell'intera Umbria, a testimonianza dell'antica penetrazione del culto cristiano in questa regione. Esse furono utilizzate dal III al V secolo.
Sui resti della villa venne costruita un'abbazia benedettina, nel X secolo: al 1104 risale il primo documento nel quale essa viene nominata.
All'interno della chiesa sono stati interrati dei sarcofagi, nel XVIII secolo, che durante i lavori di restauro del 1948 sono stati ritrovati e, almeno in uno di essi, si pensa che vi siano custodite le reliquie di san Faustino.

## Economia e manifestazioni
Nella località di Molanoce, sin dal XIII secolo, sono presenti dei molini che venivano utilizzati per la lavorazione e l'estrazione di olio dalle noci e, in seguito, per la molitura del grano.
In passato era operativa in zona la Fornace Scarca, per la produzione di laterizi.
Attualmente, oltre alla presenza di attività legate all'agriturismo ed al turismo archeologico, è da ricordare lo stabilimento termale, dalle quali sgorga un'acqua minerale naturale. La stessa acqua viene anche imbottigliata e distribuita per la vendita: la geologia del territorio nel quale si trova la sorgente fa sì che vi sia un eccesso di anidride carbonica nella falda, che rende l'acqua effervescente naturale.
A fine luglio vi si svolge la Sagra del buon mangiare.

## Monumenti e luoghi d'interesse
- Abbazia di San Faustino (X secolo), in stile romanico, costruita con i resti dell'edificio romano preesistente. È dotata di abside semicircolare, presbiterio e portico: un'unica navata è coperta da capriate lignee. Ad essa si affianca il convento dei monaci, ora trasformato in nucleo abitativo; la facciata è stata pesantemente rimaneggiata in tempi recenti con l'aggiunta di un portico stilisticamente poco appropriato.
- Madonna del Soccorso (XV secolo), chiesa poco sud del paese.
- Ponte Fonnaia (220 a.C.), sul tracciato della antica via Flaminia Vetus, costruito in blocchi di travertino sul greto dell'omonimo torrente.
- Catacomba Cristiana, l'unica in Umbria, contenente più di 300 sepolture. Note già nel XVII secolo col nome di Grotte di Traiano, vennero poi esplorate in età moderna agli inizi del 1900 dall'archeologo Giuseppe Sordini. Scendono fino a 7 m sotto il piano di campagna, con un lungo corridoio rettilineo di 25 m.

Immagini di Villa San Faustino
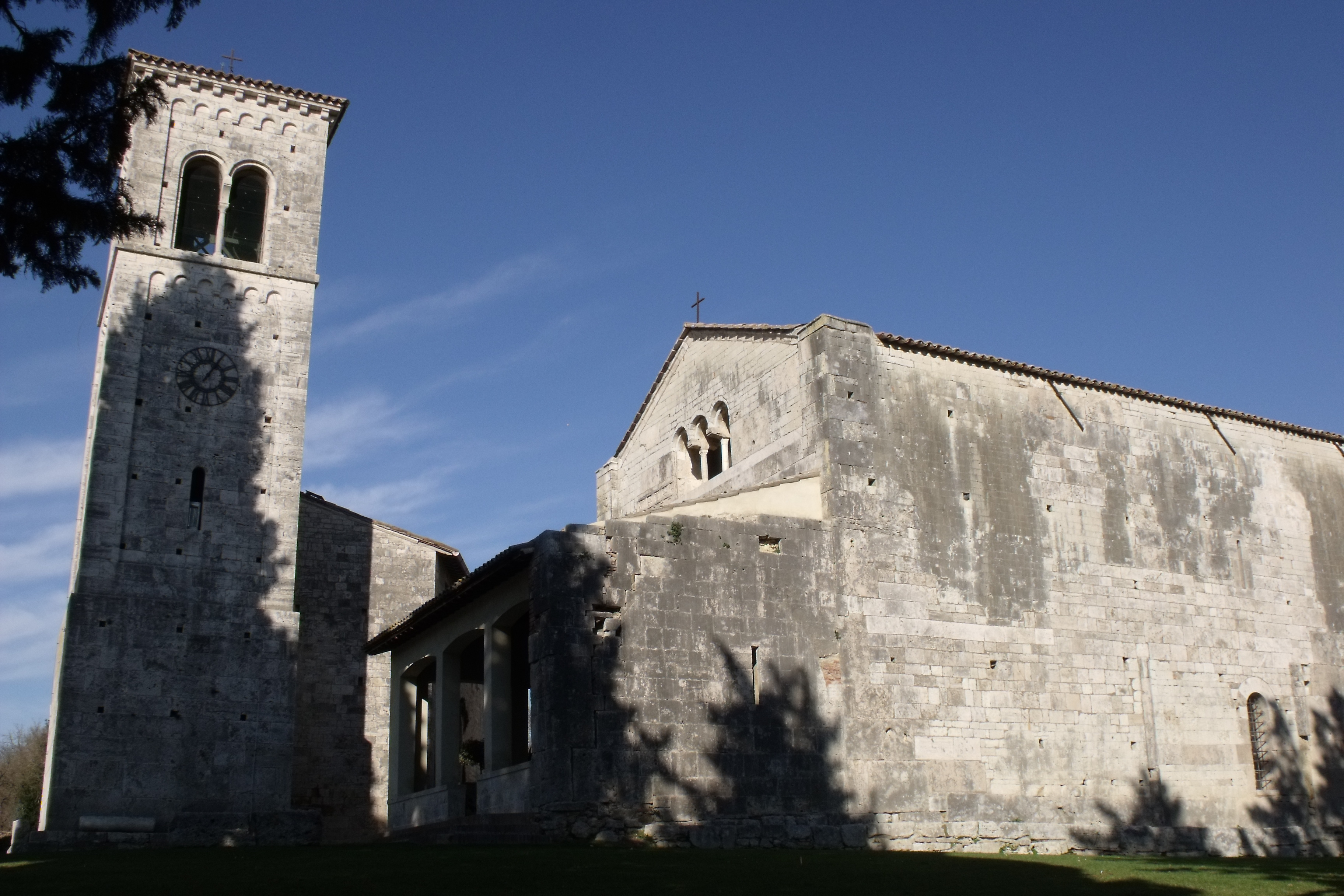
L'abbazia di San Faustino
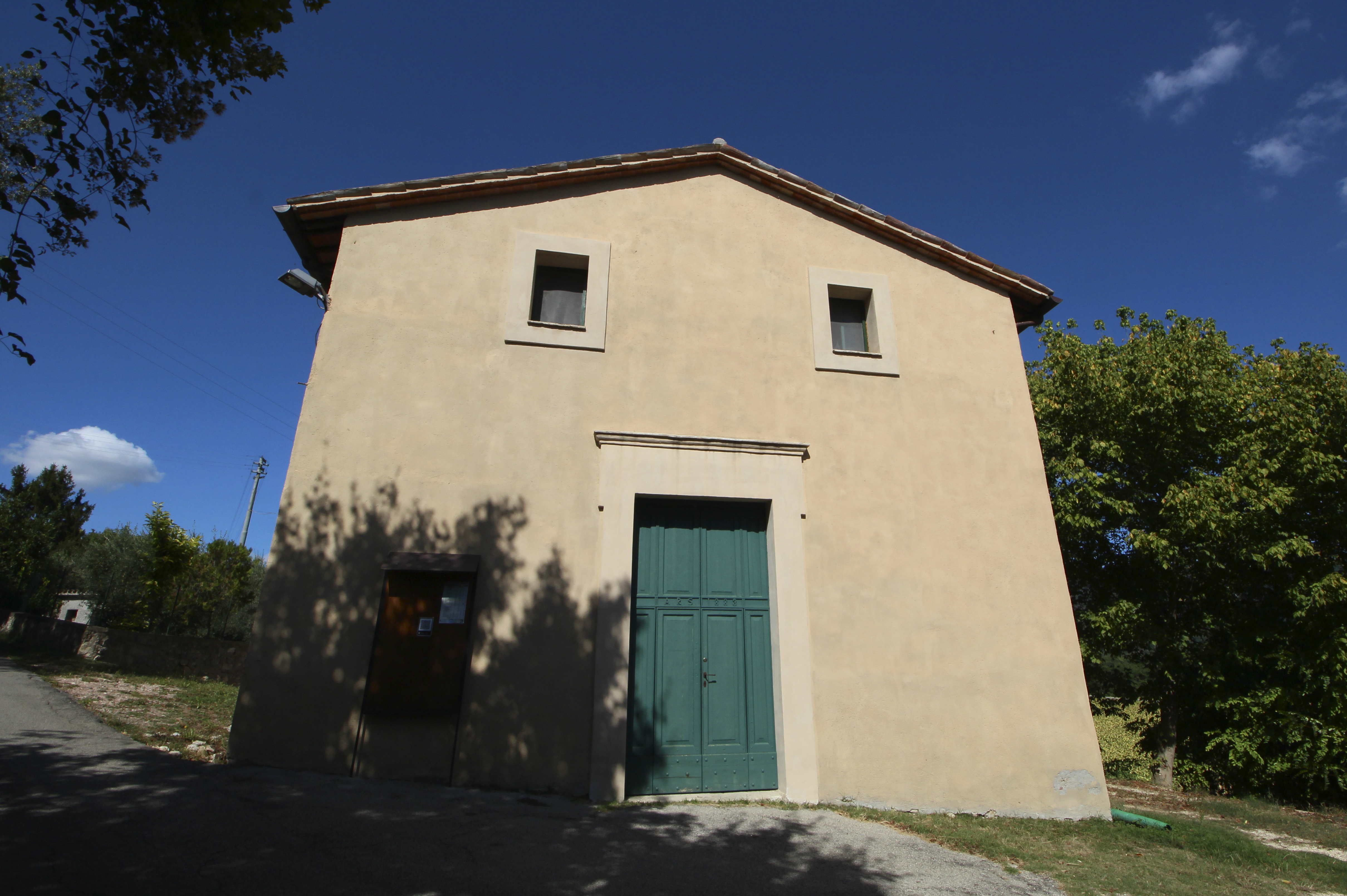
La chiesa della Madonna del Soccorso
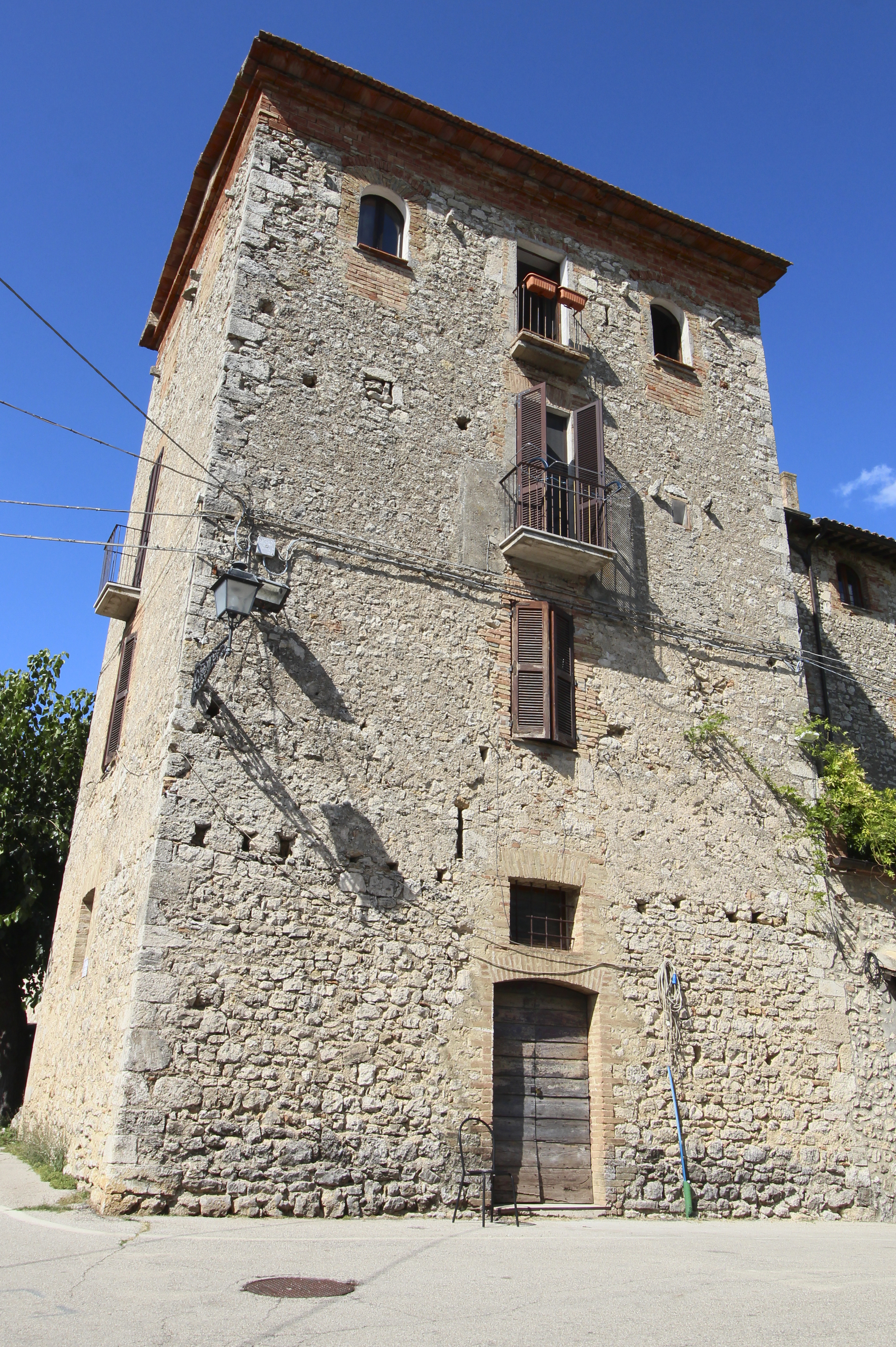
Edificio del borgo